# Memmeh
Memmeh är en ort i Gambia. Den ligger i regionen North Bank, i den västra delen av landet, 40 km öster om huvudstaden Banjul. Antalet invånare var 724 vid folkräkningen 2013.